# Langton Matravers
Langton Matravers ist ein kleines Dorf auf der Halbinsel Isle of Purbeck in der Grafschaft Dorset im Süden von England. Der erste Langton Matravers Gemeinderat wurde im Jahr 1894 gewählt.

## Lage
Langton Matravers liegt circa 2 Kilometer direkt westlich von Swanage und circa 6 Kilometer südöstlich von Corfe Castle (Ort) und Corfe Castle. Das Dorf liegt auf einem Hügel nicht weit von den Klippen bei Dancing Ledge an der Ärmelkanalküste.

## Geschichte
Der Name Langton stammt aus den Wörter "long town" und der Name Matravers kommt zuerst von dem Lord Mautravers, der einmal dort wohnte, und entstand abschließend aus dem französischen mal traverse.
Das Dorf hatte eine Bevölkerung von 973 im Jahr 2001, gegenüber 773 im Jahr 1991. Das Dorf ist ein beliebtes Touristenziel und 16,9 % der Haushalte im Dorf sind Zweitwohnungen.
Langton Matravers Museum befindet sich hinter der Pfarrkirche St. Georg im Dorfzentrum. Es gibt einen einfachen Zugang für Rollstühle. Das Langton Matravers Museum hat einen Geschenk-Shop mit vielen Betrachtungen einschließlich geätzten und polierten Steinen, sowie Bücher über Langton Matravers und der Steinindustrie. Purbeck-Marmor wurde von der Römerzeit bis heute für Wände, Decken und Böden von Gebäuden, von den bescheidensten Häuser bis in den größten Kathedralen verwendet. Die unteren Schichten des Purbeck-Stein sind meist als beständigen Baustein oder als Dach-Platten benutzt. Alle Schichten wurde für alle Aspekte des Baus verwendet. Seine Geschichte wird hier in einem ehemaligen Coach House (Remise) gezeigt. Das Museum, zusammen mit dem Dorf selber, ist ein historisches Beispiel für die laufende Nutzung des Steins. Das Museum bietet einen vollständigen Überblick über die Art und Weise, in der der lokale Stein abgebaut und genutzt wird. Die Gesamtzahl der Anschauensgegenstände beträgt circa 25.000.
Das Dorf ist die Heimat der St. George's  Schule, die am Ende des 19. Jahrhunderts gegründet wurde. Nebenan ist die Old Malthouse, eine Vorbereitungsschule für Jungen und Mädchen im Jahr 1906 gegründet, aber im Jahr 2007 geschlossen wurde. Eine weitere Vorbereitungsschule Durnford School (eröffnet in 1894), befand sich in Durnford House, diese wurde ebenfalls kürzlich geschlossen. Der Schriftsteller Ian Fleming (James Bond) ging dort zur Schule.
Das Dorf hat zwei Campingplätze, die von den Touristen rege benutzt werden: Tom's Field Camping and Acton Field.